# Coelorinchus australis
Coelorinchus australis és una espècie de peix de la família dels macrúrids i de l'ordre dels gadiformes.

## Morfologia
- Els mascles poden assolir 55 cm de llargària total.[2][3]

## Alimentació
Menja octòpodes, peixos i decàpodes.

## Hàbitat
És un peix bentopelàgic i d'aigües temperades que viu entre 80-300 m de fondària.

## Distribució geogràfica
És un endemisme d'Austràlia.